# سایوای-کو، کاواساکی
سایوای (به لاتین: Saiwai-ku) یک منطقهٔ مسکونی در ژاپن است که در کاواساکی، کاناگاوا واقع شده‌است. سایوای ۱۰٫۰۵ کیلومتر مربع مساحت و ۱۵۳٬۲۵۵ نفر جمعیت دارد.